# Stilivannuccia glandulifera
Stilivannuccia glandulifera är en plattmaskart som beskrevs av Faubel och Rhode 1998. Stilivannuccia glandulifera ingår i släktet Stilivannuccia och familjen Coelogynoporidae. Inga underarter finns listade i Catalogue of Life.